# جون هويل كولير
جون هويل كولير (بالإنجليزية: John Howell Collier)‏ هو عسكري أمريكي، ولد في 29 يوليو 1900 في أفايلد في الولايات المتحدة، وتوفي في 1 ديسمبر 1974 في سان أنطونيو في الولايات المتحدة.